# Kurt Kröning
Kurt Kröning (* 29. März 1893 in Damerkow, Landkreis Stolp; † 5. Februar 1951 in Berlin) war ein deutscher Politiker und Abgeordneter (LDP).

## Leben
Kurt Kröning machte nach dem Besuch der Mittelschule eine kaufmännische Lehre. Von 1912 bis 1919 arbeitete er in leitenden Stellungen im Getreidehandel und in landwirtschaftlichen Genossenschaften. 1919 machte er sich selbständig. Später erwarb er eine Kartoffelflockenfabrik. 
Im Juli 1945 gehörte er zu den Mitbegründern der Liberaldemokratischen Partei in Stralsund, deren Vorsitzender er im Juli 1946 wurde. Er war Stadtverordneter und Fraktionsvorsitzender der LDP in Stralsund sowie Mitglied des Landesvorstandes und des Zentralvorstandes der Partei. Weiterhin war er Beisitzer des Arbeitsgerichtes und Aufsichtsratsvorsitzender der Bank für Handel und Gewerbe.
Ab 1946 gehörte er dem Landtag Mecklenburg-Vorpommern an und war zweiter Landtagsvizepräsident. Er gehörte dem Deutschen Volksrat und bis Oktober 1950 der Volkskammer an.
1951 wurde er aus der LDP ausgeschlossen. Seine Landtags- und Volkskammermandate wurden ihm aberkannt. 
Kröning war verheiratet mit Gertrud geborene Dahms. Er starb 1951 im Alter von 57 Jahren auf dem S-Bahnhof Eichkamp in Berlin-Charlottenburg. Die Sterbeurkunde nennt als Todesursache „Tod durch Erhängen“. Angaben zufolge beging er Selbstmord, nachdem ihm bei einem Gespräch, zu dem ihn der Staatssicherheitsdienst (MfS) vorgeladen hatte, vorgeworfen wurde, Beziehungen zu westdeutschen reaktionären Kreisen zu unterhalten.